# Pa-ra-da
Pa-ra-da è un film del 2008 diretto da Marco Pontecorvo.
La pellicola narra la vera storia dell'artista di strada franco-algerino Miloud Oukili, interpretato da Jalil Lespert.

## Trama
Miloud Oukili, recatosi a Bucarest nel 1992, tenta con fatica di aiutare i "boskettari", alcuni ragazzi orfani o giovani fuggiti di casa; li fa distrarre dalla vita di strada, prostituzione, droga (sniffando colla o vernice) e riesce ad organizzare degli spettacoli clownistici che daranno gioia e felicità a questi ragazzi. Miloud però non riesce a completare del tutto il suo lavoro, perché ci sono ancora molti ragazzi che hanno bisogno di lui. Nel film Miloud vive a Parigi, è fidanzato e vive con madre e zio e quando annuncia di voler partire per la Romania la madre è triste così come gli altri ma lui parte. Dopo due mesi che si trova in Romania arriva alla stazione di Bucarest, viene accolto da due altri assistenti sociali amici suoi. Nota anche con disapprovazione che i bambini sono molto piccoli e si drogano perché vanno in giro sniffando in sacchetti pieni di colla e vernice. Rimane sconvolto e il giorno dopo decide di seguirli. Nota che si ritrovano in piccoli gruppi guidati da un adulto che fa soldi per mezzo di loro. Questi bambini però al posto di "prestare i servizi promessi" rubano tutti i soldi possibili e lui si intestardisce ad aiutarli porgendogli la mano ed aiutandoli. Cerca di ottenere la loro fiducia facendo giochi da circo e giochi di prestigio per distrarli e stupirli. Presta aiuto alla "mensa dei poveri" e cerca di portarli via dalla strada della droga e dell'alcol. Paga a essi addirittura un bagno alle terme. Porge dei servizi medici e fa di tutto per aiutare una ragazza che è rimasta incinta. Sua sorella lavora come spogliarellista e non sa come aiutarla se non racimolando i soldi per pagarle l'aborto. Un giorno Miloud diviene amico dell'adulto "capo" di quel gruppo di boskettari. Lui lo invita a dormire una notte in casa loro che poi si rivela essere una fogna piena di alcol e droga. Miloud sta male e passa la notte in bianco facendo preoccupare gli altri assistenti sociali. Quando torna nel suo appartamento è visibilmente sconvolto e intraprende un progetto per aiutare i boskettari della Romania.

## Riconoscimenti
- Premio Bif&st 2009
- Miglior opera prima (Marco Pontecorvo)[2]